# William Cunnington
William Cunnington, född 1754, död 31 december 1810, var en engelsk arkeolog. Han genomförde de första kända utgrävningarna vid Stonehenge.